# ستيفن سميث (لاعب كرة قدم بريطاني)
ستيفن سميث (بالإنجليزية: Stephen Smith)‏ (19 سبتمبر 1986 في المملكة المتحدة - ) هو لاعب كرة قدم بريطاني في مركز الوسط. لعب مع كامبريدج يونايتد.

## وصلات خارجية
- ستيفن سميث على موقع قاعدة بيانات كرة القدم.إي يو (الإنجليزية)
- ستيفن سميث على موقع Soccerbase.com (لاعب) (الإنجليزية)